# Salvinia biloba
Salvinia biloba là một loài dương xỉ trong họ Salviniaceae. Loài này được Raddi mô tả khoa học đầu tiên năm 1825.